# Autorité de régulation des mesures techniques
L'Autorité de régulation des mesures techniques (ARMT) est une autorité administrative indépendante française instituée par l'article L. 331-17 du Code de la propriété intellectuelle et officiellement créée par le décret n° 2007-510 du 4 avril 2007 publié au Journal officiel n° 81 du 5 avril 2007.

## Origine et devenir
Sa création découle de la loi sur les Droits d'auteur et droits voisins dans la société de l'information adoptée le 30 juin 2006. Cette autorité est le socle de la future HADOPI (Haute Autorité pour la diffusion des œuvres et la protection des droits sur Internet) instituée par la loi favorisant la diffusion et la protection de la création sur Internet votée le 13 mai 2009.

## Missions
L'ARMT a une mission générale de veille et deux missions de régulation.

### Mission générale de veille
L’ARMT assure une mission générale de veille dans le domaine des mesures techniques de protection et d’identification des objets protégés par un droit d’auteur ou un droit voisin.

### Missions de régulation
L'AMRT possède deux attributions en termes de régulation :
- en matière d’interopérabilité des mesures techniques
- en matière d’exception au droit d’auteur et aux droits voisins

## Composition
Cette autorité est composée de six membres, nommés par décret pour six ans. Les membres nommés pour les six premières années d'existence de cette autorité sont :
- Jean Musitelli, conseiller d’État ;
- Marie-Françoise Marais, conseillère à la Cour de Cassation ;
- Patrick Bouquet, conseiller-maître à la Cour des comptes ;
- Pierre Sirinelli, membre du Conseil supérieur de la propriété littéraire et artistique, professeur à l'Université Paris I Panthéon-Sorbonne ;
- Christian Saguez, membre de la commission des Technologies de l’information et de la communication de l’Académie des technologies, professeur à l'École centrale Paris ;
- Tristan d’Albis, président de la commission de la rémunération pour copie privée.

## Remplacement
Cette autorité a été remplacée en 2009 par la Haute Autorité pour la diffusion des œuvres et la protection des droits sur internet (HADOPI) par l'article 2 de la loi n° 2009-669 du 12 juin 2009  favorisant la diffusion et la protection de la création sur internet (JO n°0135 du 13 juin 2009 p.9666).